# Phase II (álbum de Prince Royce)
"Phase II" é o segundo álbum de estúdio do artista americano Prince Royce lançado em 2 de Março de 2010 pelas editoras discográficas Atlantic Records e Top Stop Music. Phase II é um álbum de música bachata e pop latino com elementos de música R&B.
Phase II recebeu em sua maioria resenhas mistas. Críticos avaliaram o produto como inovador e satisfatório as expectativas deixadas por seu lançamento anterior, Prince Royce. Tendo um desempenho comercial favorável o disco alcançou a primeira posição no Billboard Top Latin Albums e Tropical Albums, além da décima sexta na Billboard 200 e a décima oitava no Digital Albums.

## Antecedentes
Em maio de 2011 Royce assinou contrato com a gravadora Atlantic Records para lançar álbuns na língua inglesa. Este contrato é uma parceria conjunta entre as gravadoras Atlantic Records e a Top Stop Music. Royce estava trabalhando em seu segundo álbum de estúdio, em que Mike Caren, vice-presidente executivo dos artistas e repertório da Atlantic, disse que a maioria  das canções serão em inglês, com influências de música latina.

## Alinhamento de faixas
| Versão padrão |                          |                                                                |              |         |  |
| N.º           | Título                   | Compositor(es)                                                 | Produtor(es) | Duração |  |
| 1.            | "Prelude" (Com La Bruja) | Caridad De La Luz                                              |              | 1:25    |  |
| 2.            | "Incondicional"          | Santacruz, Daniel/Rojas, Geoffrey/George, Sergio               |              | 3:27    |  |
| 3.            | "Las Cosas Pequeñas"     | George, Sergio/Rojas, Geoffrey                                 |              | 3:35    |  |
| 4.            | "Addicted"               | Nelson, Erik/Atweh, Nasri/Castellanos, Jessica/Ghantous, Emile |              | 3:55    |  |
| 5.            | "Eres Tú"                | Rojas, Geoffrey/Chacin, Jorge Luis/Gomez, Guianko              |              | 3:12    |  |
| 6.            | "Memorias"               | Rojas, Geoffrey/George, Sergio                                 |              | 3:33    |  |
| 7.            | "Hecha Para Mí"          | Gomez, Guainko/Rojas, Geoffrey                                 |              | 3:37    |  |
| 8.            | "Close to You"           | George, Sergio/Rojas, Geoffrey/Gomez, Guianko/Atweh, Nasri     |              | 4:16    |  |
| 9.            | "Dulce"                  | George, Sergio/Rojas, Geoffrey                                 |              | 4:04    |  |
| 10.           | "Mi Habitación"          | George, Sergio/Rojas, Geoffrey                                 |              | 4:11    |  |
| 11.           | "It’s My Time"           | Gomez, Guainko/Dakari/Rojas, Geoffrey                          |              | 3:55    |  |
| 12.           | "Te Me Vas"              | Gomez, Guainko/Davila, Efrain/Rojas, Geoffrey                  |              | 3:18    |  |
| 13.           | "Dulce (Acoustic)"       | George, Sergio/Rojas, Geoffrey                                 |              | 3:47    |  |

## Singles
"Addicted" foi lançado como primeiro single do álbum a 19 de janeiro de 2012. O videoclipe de acompanhamento foi lançado a 6 de janeiro de 2012. Liricamente a canção fala sobre coisas que embora não seja cara, tem grande valor sentimental. Desempenhou-se na sétima posição do Tropical Songs.
"Las Cosas Pequeñas" foi lançado segundo single a 9 de fevereiro de 2012. Liderou as paradas Tropical Songs, Latin Songs, Latin Pop Songs e alcançou o décimo quinto posto no gráfico Heatseekers Songs. "Incondicional" foi lançado como single promocional e alcançou a décima nona posição no Latin Songs, a trigésima nona no Latin Pop Songs e a primeira no Tropical Songs.

## Recepção da crítica
| Críticas profissionais | Críticas profissionais |
| Avaliações da crítica  | Avaliações da crítica  |
| Fonte                  | Avaliação              |
| ---------------------- | ---------------------- |
| Allmusic               | 3.5 de 5 estrelas.     |
| About.com              | 3.5 de 5 estrelas.     |

Carlos Quintana do sítio About.com em uma crítica positiva, referiu-se ao disco como inovador e satisfatório de acordo com as expectativas do seu lançamento anterior, Prince Royce. Quintana elogiou as canções "Incondicional" e "Memorias", por ter elementos inovadores que melhoram o apelo de todo o álbum. Tendo elogiado o cantora performance vocal do cantor: Royce é capaz de reforçar um estilo único definido por sua voz doce, o estilo romântico, e suaves arranjos bachata. Finalizou a publicação, justificando: "Assim como o álbum anterior, a Fase II é uma produção bilíngüe definido por seu apelo romântico". David Jeffries redator do sítio Allmusic elogiou o trabalho afirmando que o trabalho está longe de ser enigmático. Royce as vezes é meio Justin Bieber, outras Black Eyed Peas passando por Selena Gomez. Jeffries ao final de sua crítica elogiou a performance vocal do cantor e chamou o disco de construtivo.

## Desempenho nas tabelas musicais
O álbum em sua primeira semana conseguiu suas posições máximas nos gráficos dos Estados Unidos. Em sua estreia Phase II vendeu pouco mais que 23 mil cópias nos Estados Unidos alcançando a décima sexta posição Billboard 200, e a décima oitava no Digital Albums. Nos gráficos latinos Billboard Top Latin Albums e Tropical Albums, o álbum estreou na primeira posição, permanecendo na semana seguinte.

### Posições
| Tabela (2012)                    | Melhor posição |
| -------------------------------- | -------------- |
| Estados Unidos - Billboard 200   | 16             |
| Estados Unidos - Digital Albums  | 18             |
| Estados Unidos - Latin Albums    | 1              |
| Estados Unidos - Tropical Albums | 1              |

## Créditos
O álbum atribui os seguintes créditos:
| - Prince Royce: composição, vocalista principal; - Nasri Atweh: composição; - Jessica Castellanos: composição; - Jorge Luis Chacin: - Dakari: composição: composição; - Efraín Dávila: composição; - Emile Ghantous: composição; - Guianko Gómez: composição, vocais auxiliares; - Erik Nelson: composição; | - Geoffrey Rojas: composição, vocais auxiliares; - Ronald Campo: violino; - D'Lesly "Dice" Lora: arranjos; - Sergio George; arranjos, vocais auxiliares, piano; - Lee Levin: vocais auxiliares; |